# Henbury (Bristol)
Henbury is een wijk in Bristol, een stad in het Engelse graafschap Bristol. In 2001 telde de wijk 9498 inwoners.